# Guilherme de Fayel
Guilherme de Fayel (em francês: Guillaume) foi um nobre do Reino de França onde foi Visconde de Breteuil na localidade francesa, situada no Departamento francês de Marne na região de Champanha-Ardenas.

## Relações familiares
Foi casado com Margarida de Chatillon de quem teve:
1. Pilipota Fayel, foi senhora de Troyes (Troyes, Bretanha, França, 1370 -?) casou em 14 de julho de 1422 com Reginaldo IV de Bettencourt (1365 – 1443).
2. Joana de Fayel casada em Paris, a 30 de abril de 1392 com Jean de Bettencourt (Héricourt-en-Caux, Grainville-la-Teinturière, Ducado da Normandia, (1362 - 1425), nomeado rei das ilhas Canárias.